# Blair Underwood
Blair E. Underwood (Tacoma, 25 augustus 1964) is een Amerikaans acteur. Hij werd in 1991 voor een Golden Globe genomineerd voor het spelen van Jonathan Rollins  in L.A. Law, wat hij van 1987 tot en met 1994 in 149 afleveringen deed. In 2009 ontving hij zijn tweede nominatie voor zijn spel in de serie In Treatment.
Underwood trouwde in 1994 met Desiree DaCosta. Samen met haar kreeg hij 3 kinderen, 2 zoons en 1 dochter.

## Filmografie
*Exclusief televisiefilms
| - Longlegs (2024) - Origin (2023) - Really Love (2020) - Bad Hair (2020) - Juanita (2019) - The After Party (2018) - Woman Thou Art Loosed: On the 7th Day (2012) - The Art of Getting By (2011) - I Will Follow (2010) - Weather Girl (2009) - The Hit (2007) - Madea's Family Reunion (2006) - Something New (2006) - The Golden Blaze (2005, stem) - Do Geese See God? (2004) - How Did It Feel? (2004) | - Fronterz (2004) - Malibu's Most Wanted (2003) - Full Frontal (2002) - G (2002) - Final Breakdown (2002) - Rules of Engagement (2000) - The Wishing Tree (1999) - Deep Impact (1998) - Asunder (1998) - Gattaca (1997) - Set It Off (1996) - Just Cause (1995) - Posse (1993) - The Second Coming (1992) - Krush Groove (1985) |

## Televisieseries
*Exclusief eenmalige gastrollen
- Agents of S.H.I.E.L.D. - Andrew Garner (2015-2016, tien afleveringen)
- The Event - President Elias Martinez (2010-heden)
- Dirty Sexy Money - Simon Elder (2007-2009, twintig afleveringen)
- In Treatment - Alex (2008, negen afleveringen)
- The New Adventures of Old Christine - Mr. Harris (2006-2008, acht afleveringen)
- LAX - Roger De Souza (2004-2005, elf afleveringen)
- Fatherhood - Dr. Arthur Bindlebeep (2004-2005, 24 afleveringen)
- Sex and the City - Dr. Robert Leeds (2003-2004, vijf afleveringen)
- City of Angels - Dr. Ben Turner (2000, 24 afleveringen)
- High Incident - Officer Michael Rhoades (1996-1997, 22 afleveringen)
- L.A. Law - Jonathan Rollins (1987-1994, 149 afleveringen)
- Downtown - Terry Corsaro (1986-1987, veertien afleveringen)

- Biblioteca Nacional de España: XX1266200
- Bibliothèque nationale de France: cb142349066 (data)
- Gemeinsame Normdatei: 107333337X
- International Standard Name Identifier: 0000 0001 1440 3642
- Library of Congress Control Number: no95037044
- MusicBrainz: 3dffd71d-5326-4d07-8c99-5551f3a6a1b2
- Nationale Bibliotheek van Israël: 987012384912305171
- SNAC: w66b5w0s
- Système universitaire de documentation: 129307955
- Virtual International Authority File: 529149196254574790213